# Јелена Чанковић
Јелена Чанковић (13. август 1995) је српска фудбалерка и чланица женске "А" репрезентације Србије. Као дете у фудбалској школи "Перспектива" показала је велики таленат па је Радио-телевизија Србије о њој направила документарни филм. Са навршених 15 година приступа женском фудбалском клубу Спартак у којем је провела 3 године. Након стицања пунолетства потписује свој први професионални уговор за ФК Барселону у којој је провела годину дана.

## Каријера
Одиграла је 17 утакмица за кадетску репрезентацију Србије (У-17), а за омладинску репрезентацију (У-19) је одиграла 12 утакмица.
Чланица је Сениорске репрезентације Србије за коју је до сада одиграла 25 утакмица.

## Трофеји и признања
Освојила је 6 шампионских титула:
- Србија (3): 2010/11, 2011/12, 2012/13.
- Шпанија (1): 2013/14.
- Мађарска (2): 2014/15, 2015/16.

Освојила је 7 титула победника Купа:
- Србија (2): 2011/12, 2012/13.
- Шпанија (1): 2013/14.
- Мађарска (3): 2014/15, 2015/16, 2016/17.
- Шведска (1): 2017/18.

2016. проглашена је за најбољу играчицу Мађарске.

2018. проглашена је за једну од три најбоља везна играча, са највише асистенција у Шведској.